# Луговское (Марксовский район)
Луговское — обезлюдевшее село в Марксовском районе Саратовской области, в составе Приволжского муниципального образования.
Основано как немецкая колония Шульц в 1767 году
Население — 0 (2010)

## Физико-географическая характеристика
Село находится в Низком Заволжье, относящемся к Восточно-Европейской равнине, на правом берегу реки Большой Караман. Высота центра населённого пункта — 43 метра над уровнем моря.Почвы тёмно-каштановые солонцеватые и солончаковые.
По автомобильным дорогам расстояние до областного центра города Саратова — 46 км, до районного центра города Маркс — 25 км, до административного центра сельского поселения села Приволжское - 22 км.

## История
Основана в 1766 году. Первые поселенцы — 35 семей из Саксонии, Пруссии и Лотарингии. По указу от 26 февраля 1768 года о наименованиях немецких колоний получила название Луговая Грязнуха.
До 1917 года село входило в состав Красноярского колонистского округа, с 1871 года — Красноярской волости Новоузенского уезда Самарской губернии.
По состоянию на 1857 год за селом было закреплено 2668 десятин (84 семьи). В селе имелись ветряные мельницы, земская школа. Вследствие малоземелья выезды жителей:в 1870 году - на Кавказ, в 1876-78 году - в Америку (93 жителя).
После образования трудовой коммуны (автономной области) немцев Поволжья входило в состав Тонкошуровского района. С 1922 года, после образования Красноярского кантона, и до ликвидации АССР НП в 1941 году, село Шульц относилось к Красноярскому кантону АССР немцев Поволжья..
В голод 1921 года в селе родилось 51, умерли 239 человек. В 1926 году в селе имелись сельсовет, кооперативная лавка, сельскохозяйственное кредитное товарищество, начальная школа, передвижная библиотека. В период коллективизации организован колхоз имени Молотова. В 1927 году селу возвращено название Шульц
28 августа 1941 года был издан Указ Президиума ВС СССР о переселении немцев, проживающих в районах Поволжья. Немецкое население депортировано в Сибирь и Казахстан, село, как и другие населённые пункты Красноярского кантона было включено в состав Саратовской области, переименовано в Луговское.

## Население
| 1767 | 1773  | 1788  | 1798  | 1816  | 1834  | 1850  |
| ---- | ----- | ----- | ----- | ----- | ----- | ----- |
| 74   | ↗143  | ↘91   | ↗142  | ↗245  | ↗501  | ↗731  |
| 1859 | 1889  | 1897  | 1905  | 1910  | 1920  | 1922  |
| ↗987 | ↗1105 | ↗1453 | ↗2091 | ↗2226 | ↘1511 | ↘1092 |
| 1923 | 1926  | 1931  | 1987  | 2002  | 2010  |       |
| ↘954 | ↗957  | ↘933  | ↘130  | ↘8    | ↘0    |       |

Национальный состав
В 1931 году немцы составляли 100% населения села.